# Ex Plzeň
Ex Plzeň byla výstava prezentující výrobky československého potravinářského průmyslu, která se konala v letech 1966–2001 každoročně v červnu a červenci ve výstavním areálu u řeky Mže na hranici Jižního a Severního Předměstí v Plzni pod heslem „Československo – země štědrá, pohostinná a krásná“. Název odkazoval na úspěch československého pavilonu na bruselské výstavě EXPO 1958, zakladatelem a prvním ředitelem příspěvkové organizace Ex Plzeň byl bratr Miroslava Zikmunda Josef Zikmund. 
Ex Plzeň byla největším gastronomickým veletrhem v Československu a přitahovala davy návštěvníků díky možnosti ochutnat různé novinky ještě před uvedením na trh nebo zahraniční potraviny, které nebyly v normální obchodní síti k dostání. Akci navštívilo až čtvrt milionu lidí ročně, vystavovalo kolem tří set domácích i zahraničních firem, rozpočet se pohyboval kolem sedmi milionů tehdejších československých korun. Nejkvalitnější výrobky dostávaly od odborné poroty Zlatý pohár Ex Plzeň; podmínkou bylo, že je výrobce musel do roka dostat do běžné distribuce (oceněno bylo např. Granko nebo Il Sano). 
Po roce 1989 začala akce upadat: důvodem byla jednak bohatší nabídka kulinářských specialit v běžných obchodech, jednak spor o práva na ochrannou známku Ex Plzeň a s ním související zanedbanost areálu výstaviště. V roce 2001 se uskutečnil poslední ročník, který navštívilo už pouze šest tisíc lidí, a v roce 2005 byl výstavní areál zbořen a přebudován na obchodní a zábavní centrum.

## Galerie

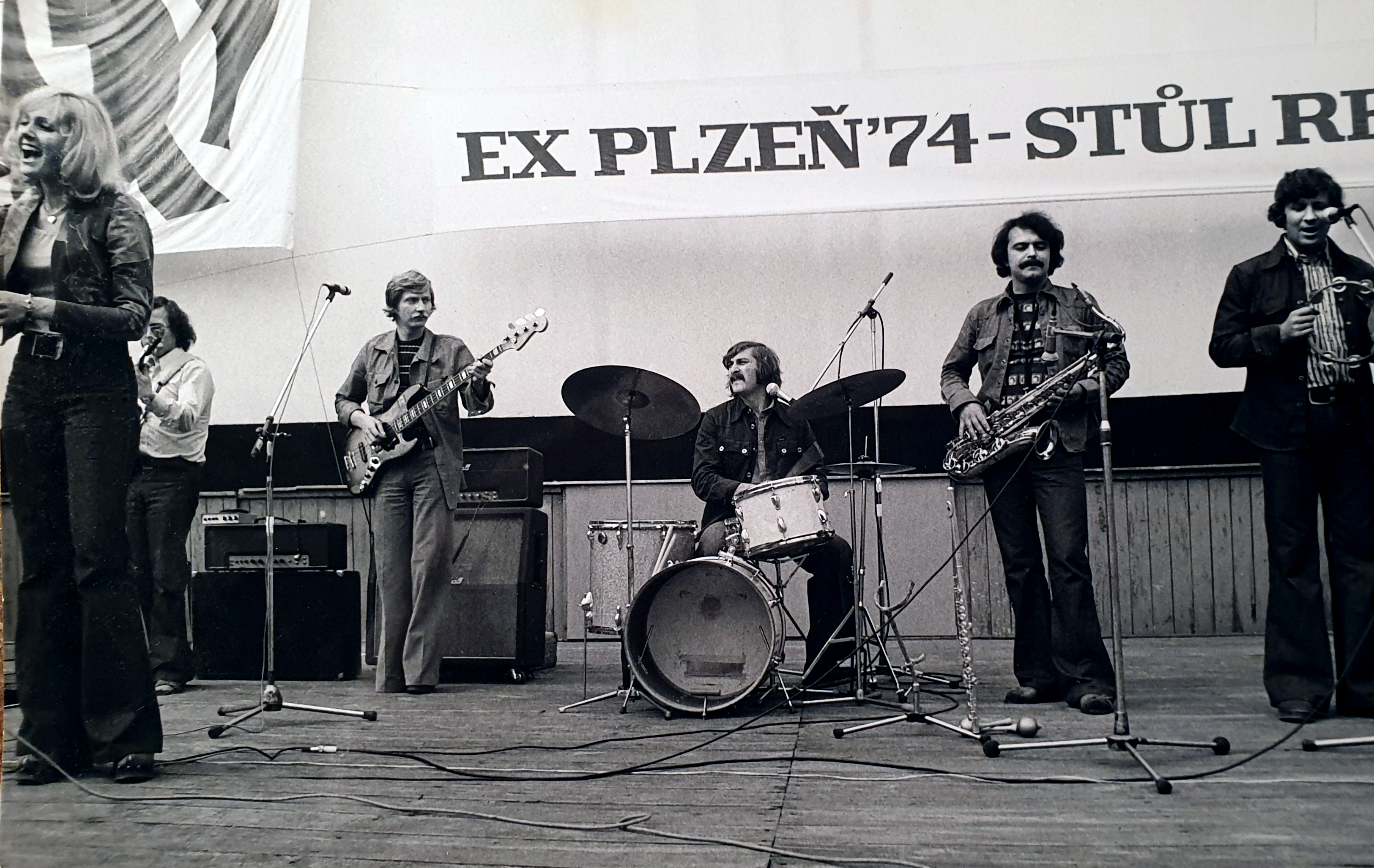
Koncertní vystoupení na výstavě
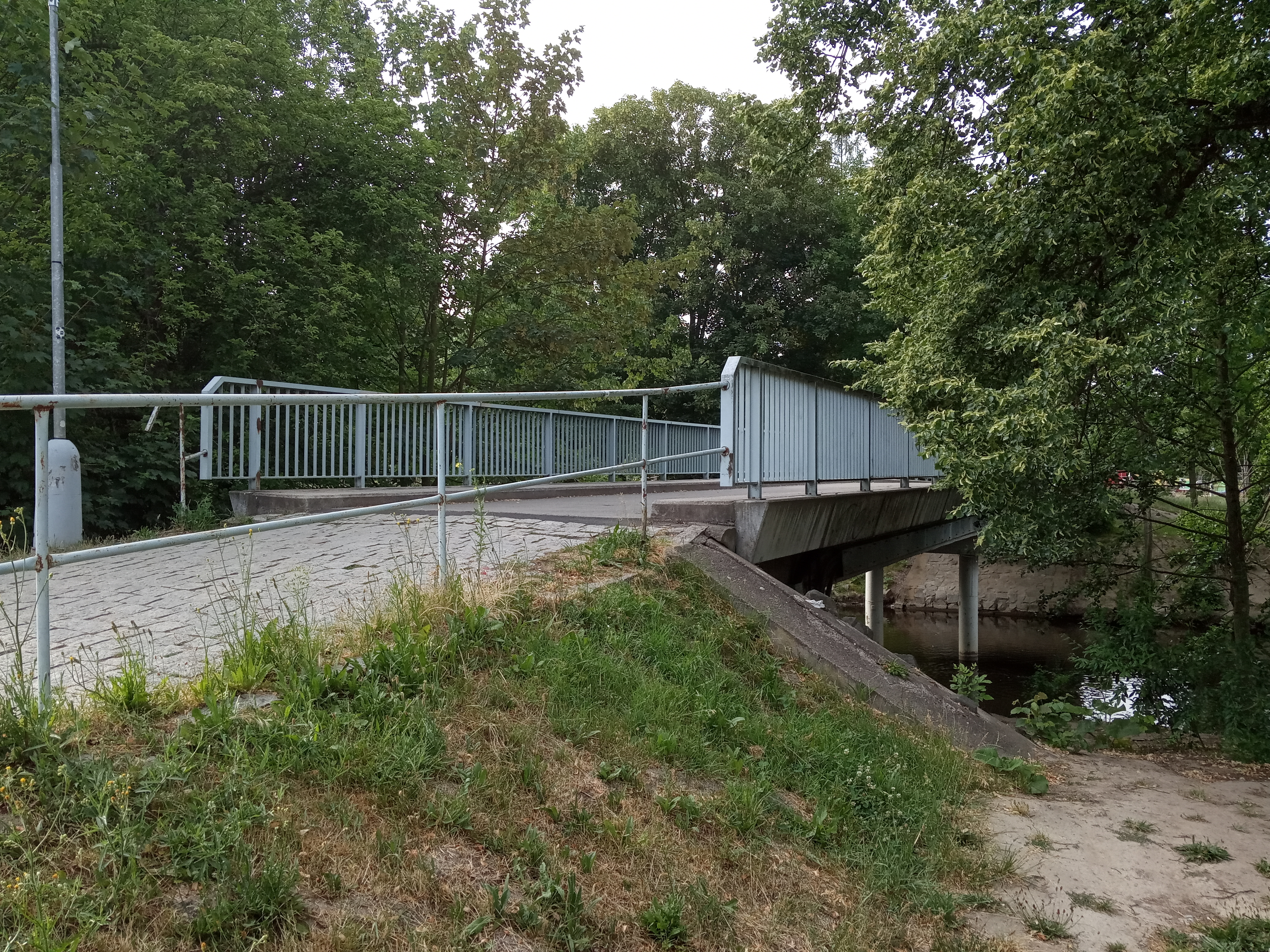
Lávka spojující obě části výstaviště na březích Mže
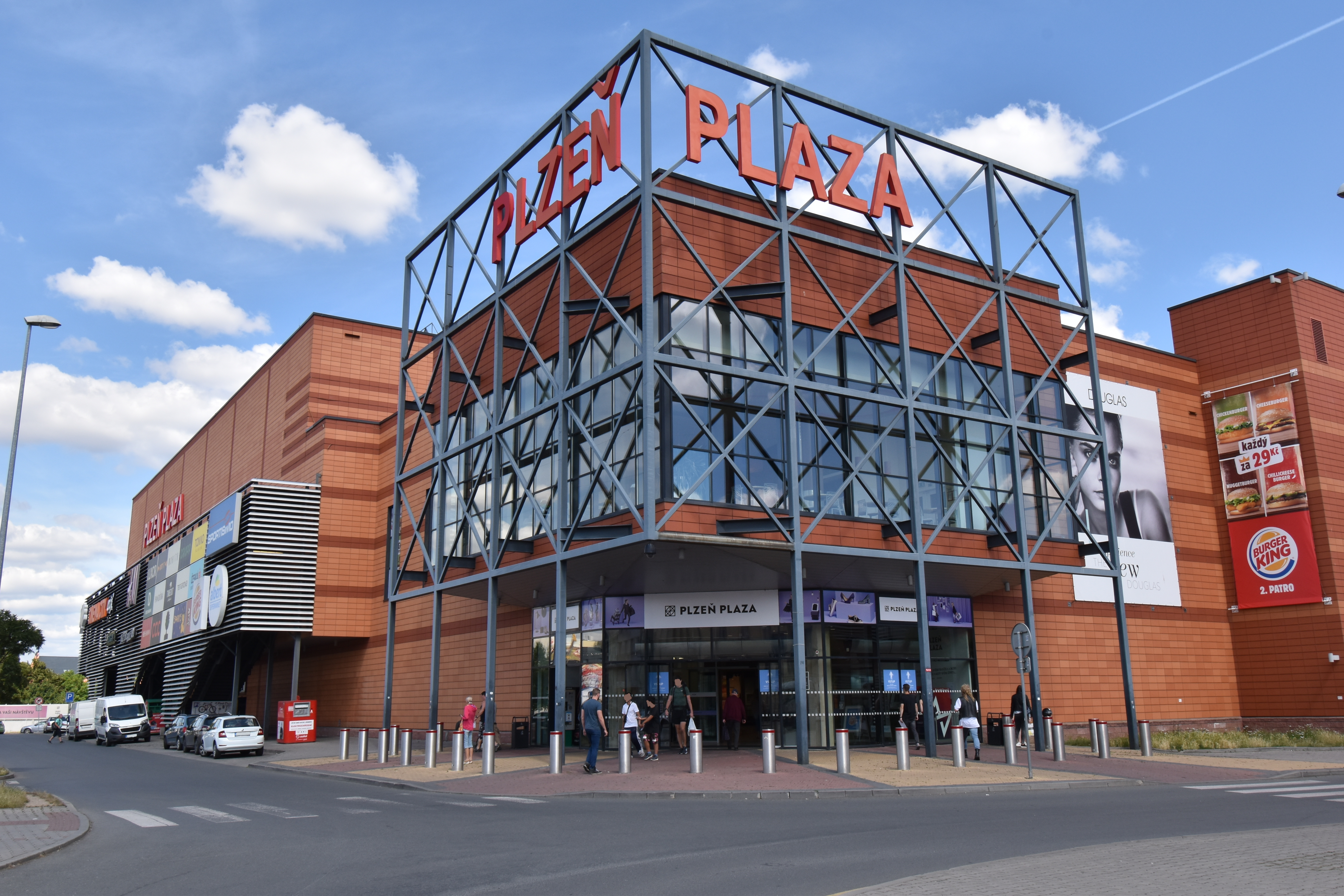
Obchodní centrum na místě bývalého výstaviště